# Jussi Kõverjärv
Jussi Kõverjärv (est. Jussi Kõverjärv) – jezioro w gminie Kuusalu, w prowincji Harjumaa, w Estonii. Położone jest 5 km na południe od wsi Kemba. Ma powierzchnię 7,2 hektara, linię brzegową o długości 1596 m, długość 460 m i szerokość 430 m. Jest otoczone lasem. Należy do pojezierza Jussi (est. Jussi järved). Sąsiaduje z jeziorami Jussi Suurjärv, Jussi Mustjärv, Jussi Pikkjärv, Jussi Väinjärv i Jussi Linajärv. Położone jest na terenie rezerwatu przyrody Põhja-Kõrvemaa (est. Põhja-Kõrvemaa looduskaitseala).